# European Northern Observatory
Lo European Northern Observatory (ENO, Osservatorio Europeo Settentrionale in italiano) è un complesso astronomico osservativo formato dall'Osservatorio del Roque de los Muchachos e dall'Osservatorio del Teide nelle isole Canarie (Spagna). Include inoltre l'Instituto de Astrofísica de Canarias.
Più di sessanta istituzioni di diciannove stati (in ordine alfabetico: Armenia, Belgio, Danimarca, Finlandia, Francia, Germania, Irlanda, Italia, Norvegia, Paesi Bassi, Polonia, Portogallo, Regno Unito, Russia, Spagna, Stati Uniti, Svezia, Taiwan e Ucraina) partecipano nell'ENO.